# Es Boletar
Es Boletar o Es Bolatar (antiga alqueria) és una vénda de la parròquia de Sant Llorenç de Balàfia, al municipi de Sant Joan de Labritja, a Eivissa. Està dividida en dues: Es Boletar de Dalt i Es Boletar de Baix.